# 这就是生活 (电视剧)
《这就是生活》，2020年中國大陸電視劇。由刘恺威、陈都灵领衔主演，於2020年12月9日于湖南卫视首播。

## 播出时间
| 频道           | 所在地   | 播出日期       | 播出时间                                | 备注           |
| -------------- | -------- | -------------- | --------------------------------------- | -------------- |
| 湖南卫视       | 中国     | 2020年12月9日  | 星期一至四 22:00 - 00:00                | 青春进行时     |
| 芒果TV         | 中国     | 2020年12月10日 | 星期二至五 00:00 非VIP 星期三至日 00:00 | 上架两集       |
| 爱奇艺         | 中国     | 2020年12月10日 | 星期二至五 00:00 非VIP 星期三至日 00:00 | 上架两集       |
| 腾讯视频       | 中国     | 2020年12月10日 | 星期二至五 00:00 非VIP 星期三至日 00:00 | 上架两集       |
| 八度空间       | 马来西亚 | 2021年3月25日  | 星期三至四 22:00 - 23:00                | 10点黄金剧场   |
| 越南国家电视台 | 越南     | 2021年3月25日  | 星期一到星期五 12:00                    | 越南语翻译电影 |

## 演员列表

### 主要演员
| 演員   | 角色   | 介紹 |
| 刘恺威 | 管一鹤 | 三十五岁，天蝎座，从小优秀到大的精英男，丰盛最年轻的高级副总裁，十足的工作狂、加班狂，人生字典从来只有“一帆风顺”和“赢家”，没有“意外”和“挫折”。标准理科生学霸，擅长理性分析，高冷的性格使他显得有些冷漠，其实内心富有热情、浪漫，也有责任感。     |
| 陈都灵 | 叶小白 | 二十六岁，巨蟹座，硕士毕业，从小就是别人家的孩子，初入丰盛的职场小白。看似小家碧玉，实则内心韧劲十足，脑洞大，爱幻想，内心憧憬着能成为兼顾“职场”和“家庭”的成熟女性。记忆力和联想力超级强，脑海中天天上演小剧场。工作上拼命三郎，恋爱中柔软可爱。 |

### 管一鹤周邊人物
| 演員 | 角色   | 介紹 |
| 邓莎 | 玛丽张 | 三十三岁，管一鹤前女友，和管一鹤曾经为了在一起付出很多努力，两个人更爱工作、不够爱对方，最终还是输给了现实而分手。表面上是丰盛集团的女魔头，实际上是带娃小能手。               |
| 郑伟 | 刘夏   | 二十四岁，白羊座，管一鹤的远房表弟，贪玩贫嘴但又乐观，每天除了打电话发短信找客户卖房子，就是网上灌水，微博转发，联机游戏，王者级房产经纪，嘴炮技能点满分，人称“地产界郭德纲”。 |

### 其他演员
| 演員   | 角色   | 介紹 |
| 黄烁文 | 高山   | 三十二岁，射手座，丰盛职场精英，是管一鹤的好哥们和重要副手。职场表现圆滑、有手腕，和谁都能和和气气，段位颇高。善交际，爱撩妹，以“万花丛中过，片叶不沾身“为行走情场的准则。                                                                       |
| 罗予彤 | 王玥玥 | 二十四岁，金牛座，叶小白同父异母的妹妹，个性活泼外向，能说会道，信奉人生应当取巧，跟叶小白三观严重不同。出身普通家庭的她十分明白自己想要什么，做事目的性极强，但她也是个明事理拎得清的好姑娘，对爱情也有自己的一套理论。                         |
| 周楚楚 | 赵金子 | 二十四岁，白羊座，留学海归，拥有“奇思妙想”的一根筋耿直girl，信奉爱就要大声对他说出来。生生果业老总赵福成的独生女，对管一鹤一见钟情，为了追求爱情和父亲“闹独立“，只身闯荡深圳。无论现实和爱情如何打击自己，她都永远保持着”愈挫愈勇不服输“的精神。 |

## 电视原声带
| 曲序 | 曲目                     |
| ---- | ------------------------ |
| 1.   | 天生一对（片头曲）       |
| 2.   | 让（片尾曲）             |
| 3.   | 星期几（插曲）           |
| 4.   | 不如回到最初样子（插曲） |
| 5.   | 心动（插曲）             |
| 6.   | 倒数（插曲）             |
| 7.   | 三言两语（插曲）         |
| 8.   | 爱上爱（插曲）           |